# Ankum
Ankum er en kommune med godt 7.200 indbyggere (2013), beliggende i, og en del af Samtgemeinde Bersenbrück, i den
nordlige del af Landkreis Osnabrück, i den tyske delstat Niedersachsen.

## Geografi
Ankum ligger omkring 35 km nord for Osnabrück i et skovklædt bakkelandskab (Ankumer Höhe) i Naturpark Nördlicher Teutoburger Wald-Wiehengebirge.